# Kapteeninkatu
La rue du capitaine (finnois : Kapteeninkatu) est une rue du quartier d'Ullanlinna à Helsinki  en Finlande .

## Présentation
La rue d'environ 790 mètres de longueur est orientée nord-sud.
Elle part de Merikatu et elle bifurque après son intersection avec Pietarinkatu. 
La branche Ouest se termine à Tehtaankatu, tandis que la branche Est continue à travers Tehtaankatu jusqu'à Vuorimiehenkatu, au nord de laquelle elle est prolongée par Korkeavuorenkatu. 
La rue Kapteeninkatu est à double sens sur toute sa longueur.

## Rues croisées du Sud au Nord
- Merikatu
- Kapteeninkuja
- Laivanvarustajankatu
- Pietarinkatu
- Tehtaankatu
- Vuorimiehenkatu

## Galerie

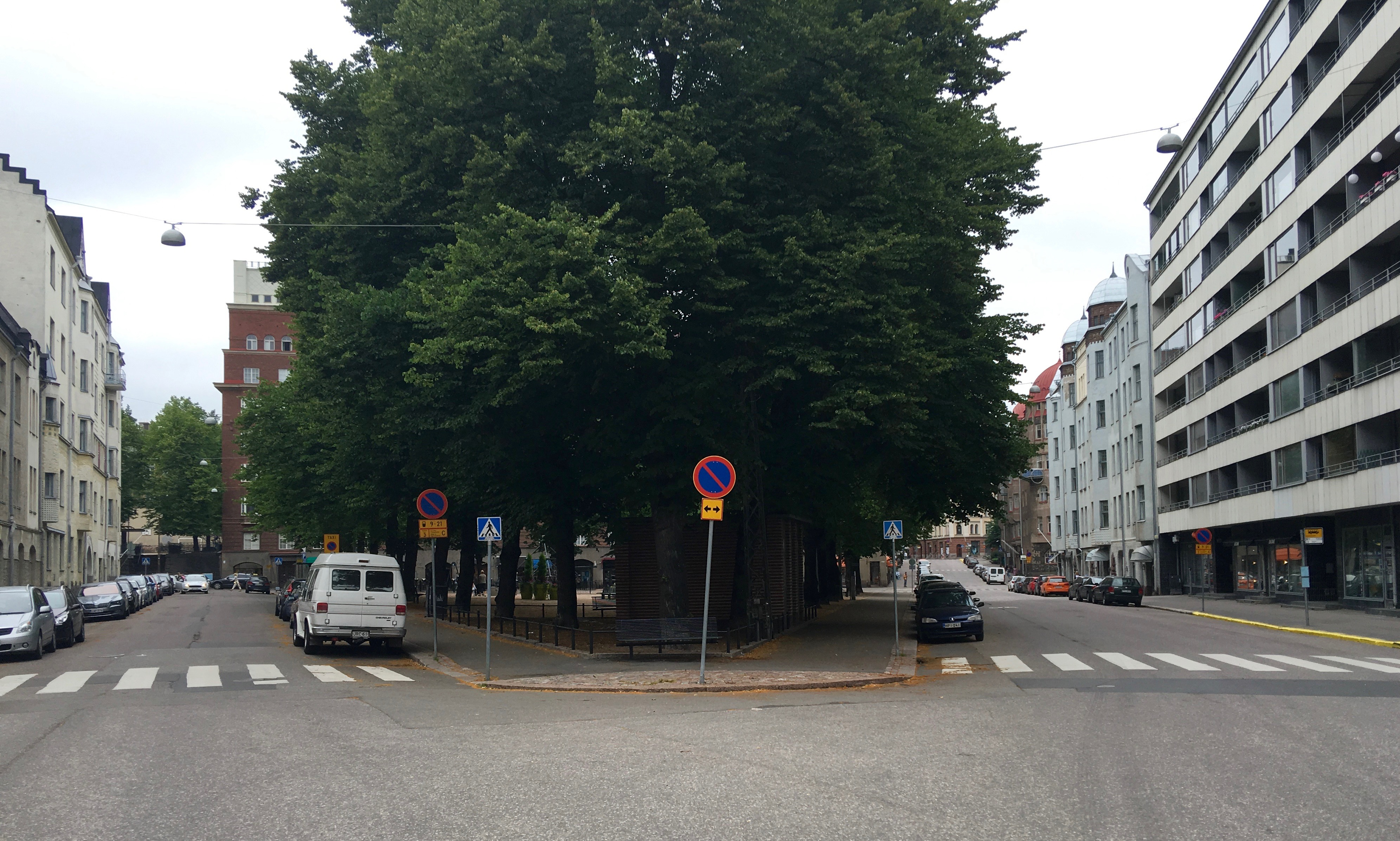
Bifurcation de Kapteeninkatu.
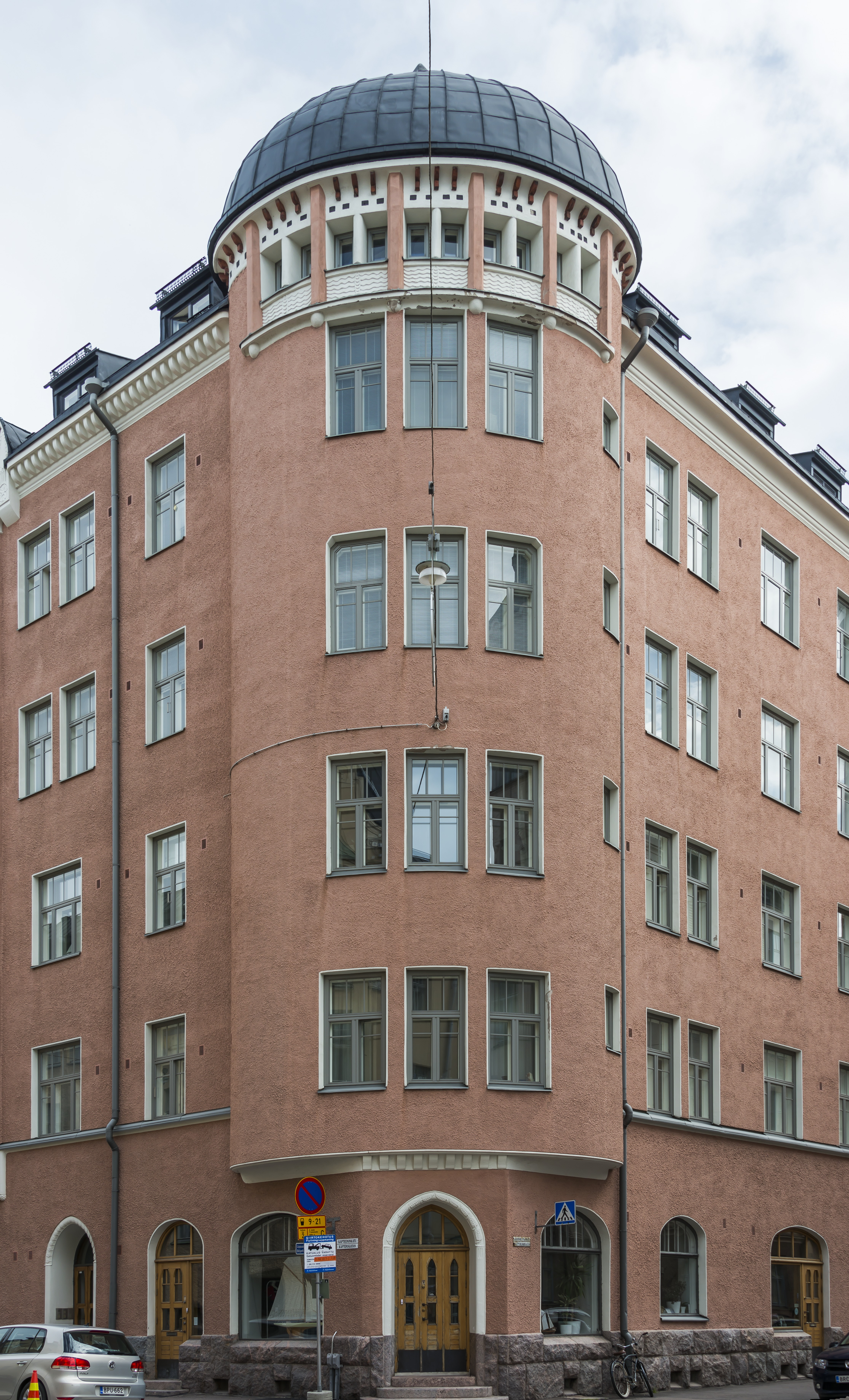
Kapteeninkatu 3.
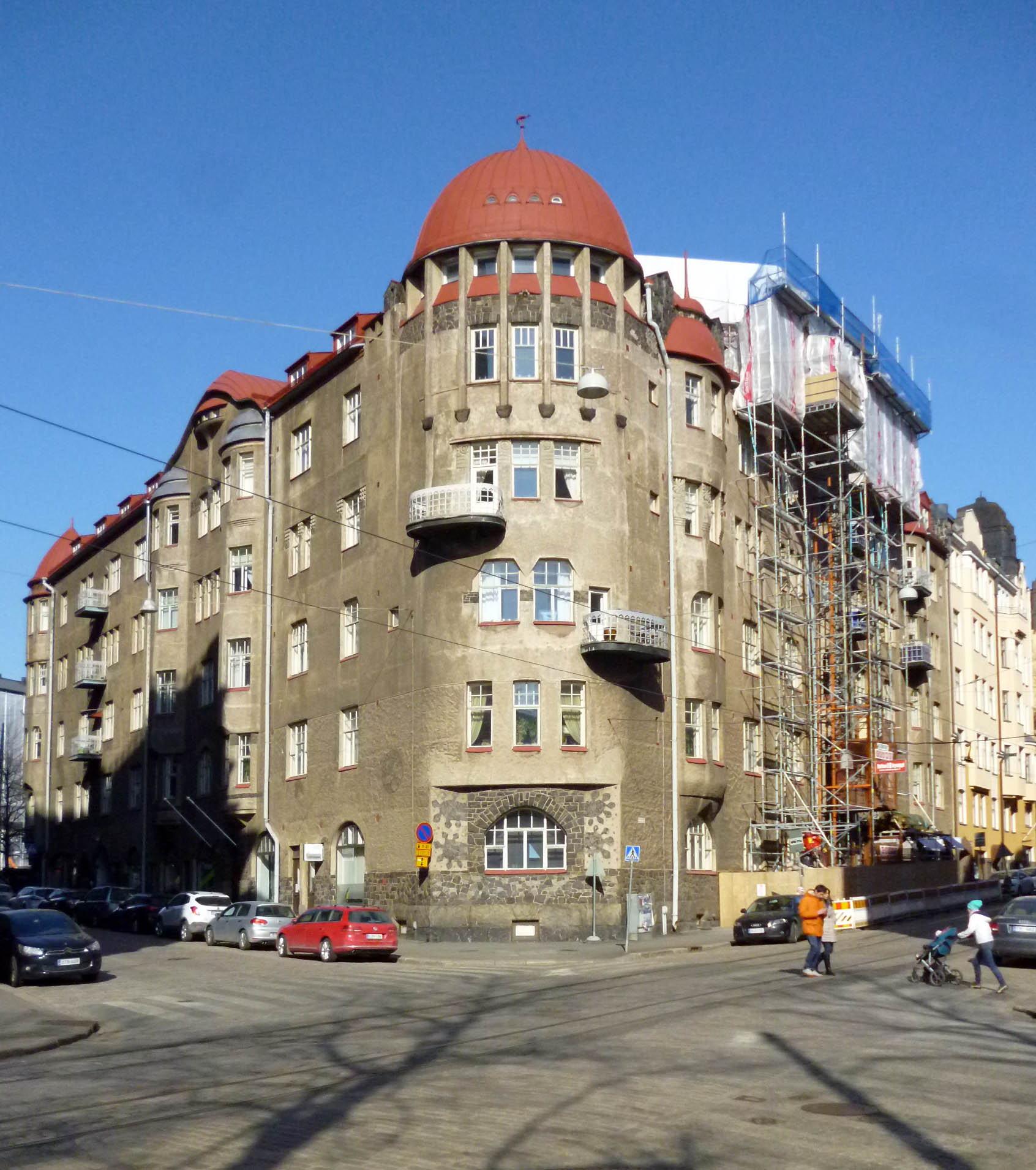
Kapteeninkatu 11.
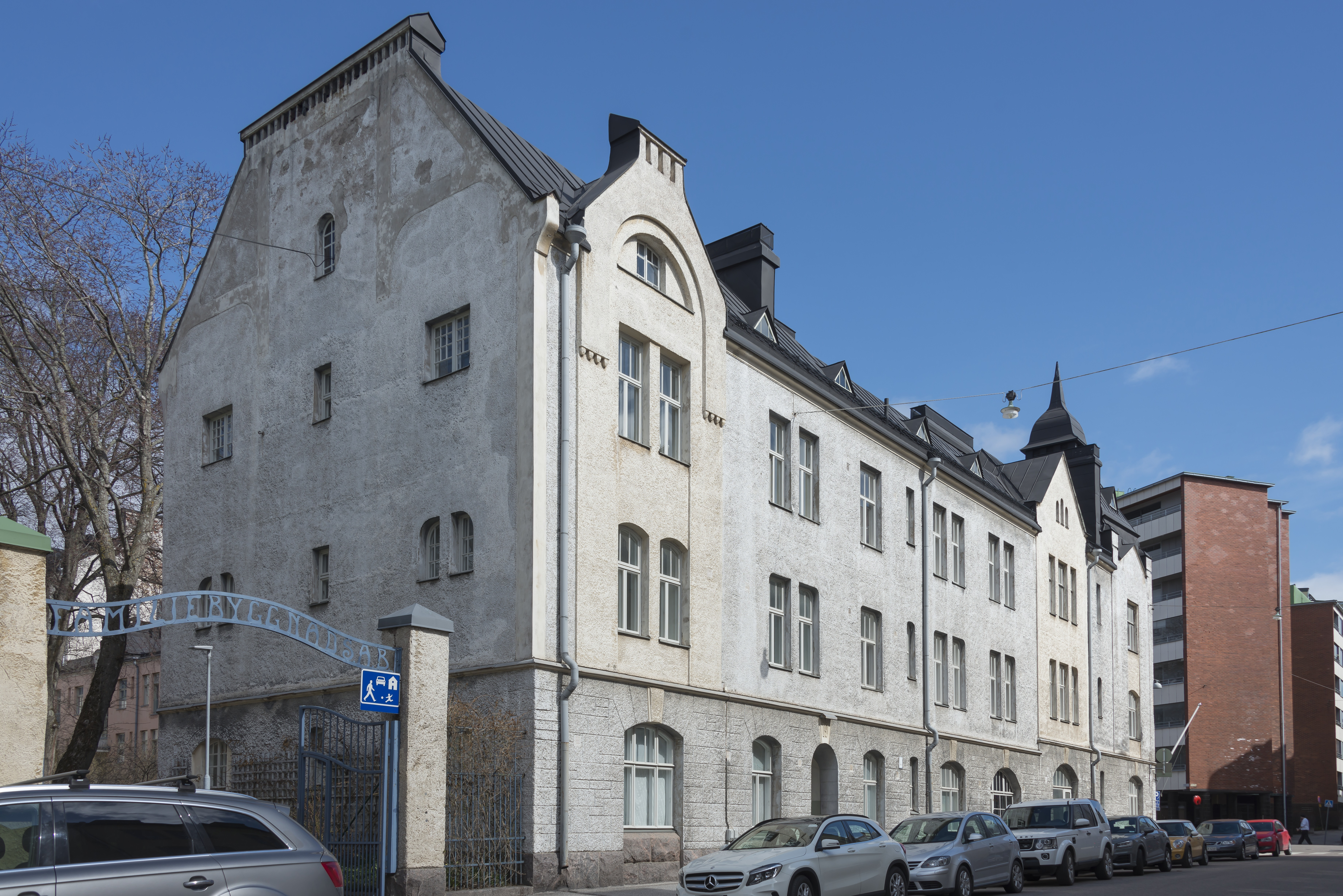
Kapteeninkatu 12.
Kapteeninkatu 12,14,16,18.
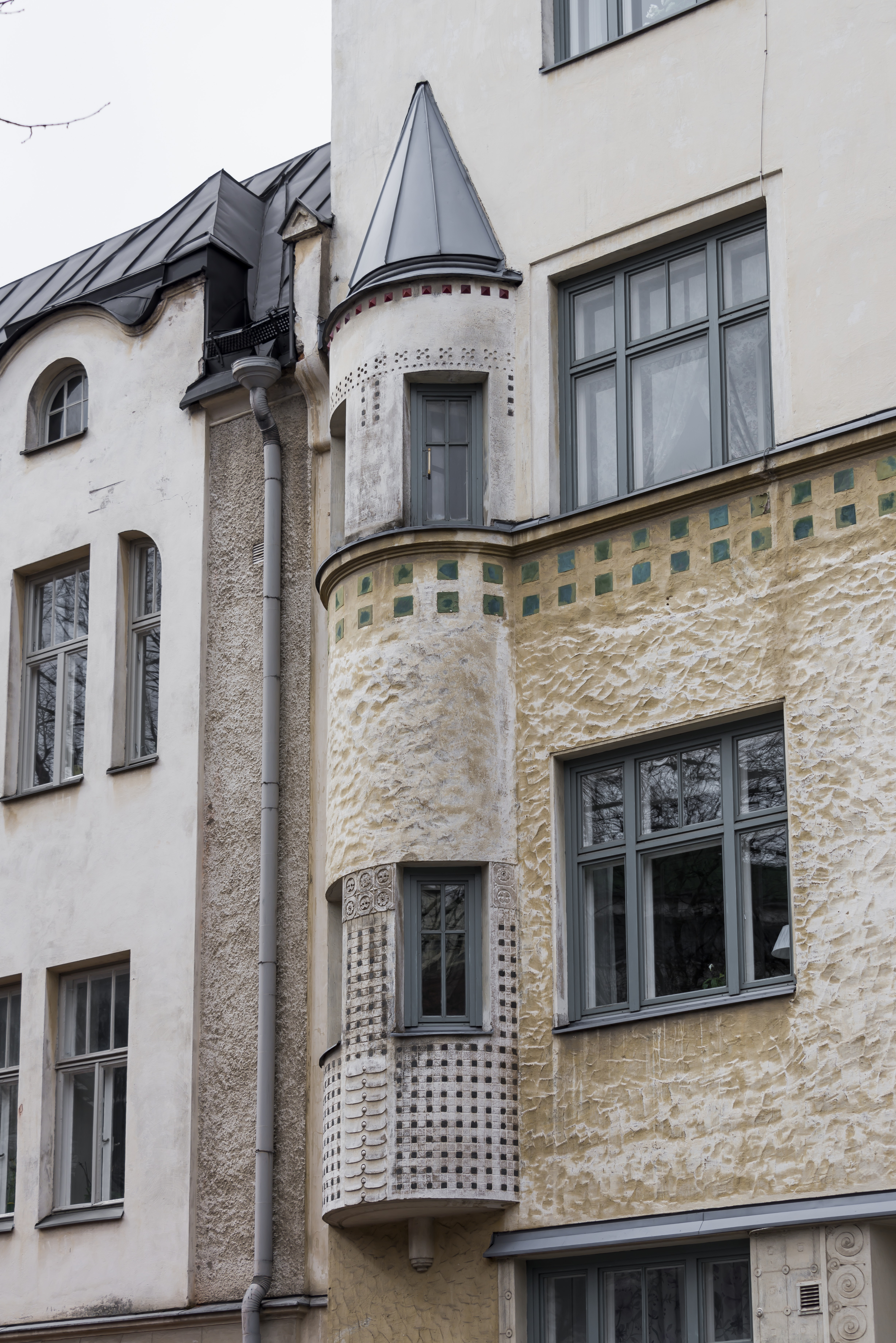
Kapteeninkatu 20.
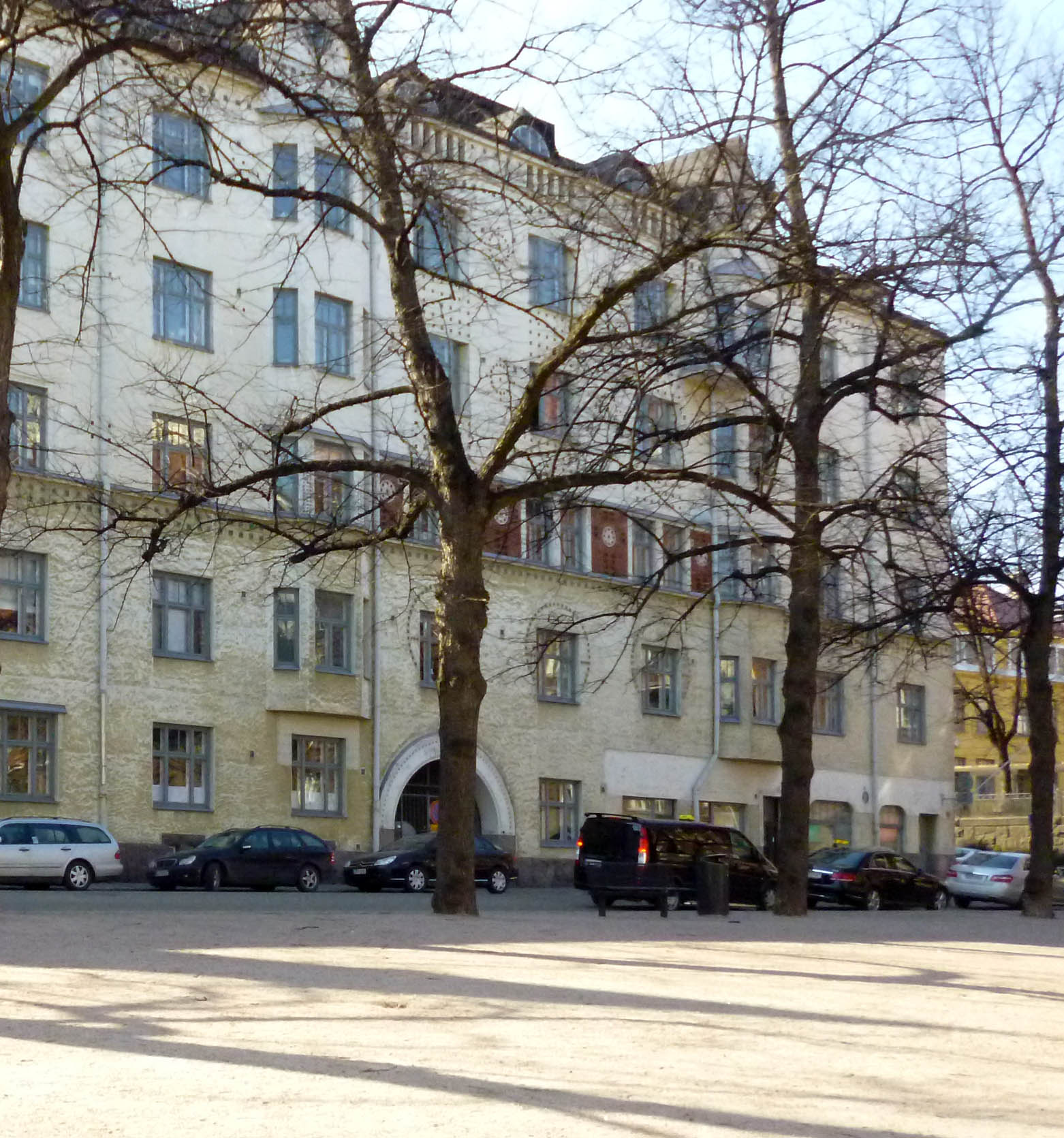
Kapteeninkatu 22.